# 無声そり舌摩擦音
無声そり舌摩擦音（むせい そりじた まさつおん）は、子音の一種。硬口蓋に向け舌をそらせて調音される無声摩擦音である。

## 特徴
- 気流の起こし手 - 肺臓気流機構。
- 発声 - 声帯の振動を伴わない無声音。
- 調音
  - 調音位置 - 持ち上げられた舌尖と歯茎後部によるそり舌音。
  - 調音方法
    - 口腔内の気流 - 舌の中央の隙間を気流が通る中線音
    - 調音器官の接近度 - 隙間を作って空気が通りにくくし、そこに呼気を通して生じる摩擦音。
    - 口蓋帆の位置 - 口蓋帆を持ち上げて鼻腔への通路を塞いだ口音。

## 言語例
この音を音素に持つ言語には以下のような例がある。
- ロシア語 - ш
- 中国語北京官話 - sh （漢語拼音）、ㄕ（注音符号）
- ドンガン語 - ш
- ベトナム語南部方言 - s
- ポーランド語 - sz
- スウェーデン語、ノルウェー語など - rs